# Спортивна гімнастика на літніх Олімпійських іграх 2004 — Паралельні бруси (чоловіки)
Змагання у вправах на паралельних брусах у рамках турніру зі спортивної гімнастики на літніх Олімпійських іграх 2004 року відбулись 23 серпня 2004 року.

## Медалісти
| Золото                     | Срібло                  | Бронза            |
| Валерій Гончаров · Україна | Томіта Хіроюкі · Японія | Лі Сяопен · Китай |

### Фінал
| Місце | Гімнаст                | Стартова оцінка | Канада | Бразилія | Грузія | Куба | Болгарія | Румунія | Штраф | Результат |
| ----- | ---------------------- | --------------- | ------ | -------- | ------ | ---- | -------- | ------- | ----- | --------- |
|       | Валерій Гончаров (UKR) | 10.00           | 9.80   | 9.75     | 9.80   | 9.70 | 9.80     | 9.85    | —     | 9.787     |
|       | Томіта Хіроюкі (JPN)   | 10.00           | 9.80   | 9.75     | 9.75   | 9.80 | 9.75     | 9.80    | —     | 9.775     |
|       | Лі Сяопен (CHN)        | 10.00           | 9.80   | 9.80     | 9.70   | 9.80 | 9.75     | 9.65    | —     | 9.762     |
| 4     | Іван Іванков (BLR)     | 10.00           | 9.75   | 9.85     | 9.80   | 9.75 | 9.75     | 9.75    | —     | 9.762     |
| 5     | Дейсуке Накано (JPN)   | 10.00           | 9.80   | 9.75     | 9.75   | 9.80 | 9.75     | 9.75    | —     | 9.762     |
| 6     | Янн Кушера (FRA)       | 10.00           | 9.75   | 9.80     | 9.80   | 9.75 | 9.75     | 9.75    | —     | 9.762     |
| 7     | Пол Хемм (USA)         | 10.00           | 9.85   | 9.80     | 9.70   | 9.70 | 9.70     | 9.75    | —     | 9.737     |
| 8     | Єрнар Єрімбетов (KAZ)  | 10.00           | 9.55   | 9.70     | 9.80   | 9.70 | 9.80     | 9.75    | —     | 9.737     |